# Apanteles fabiae
Apanteles fabiae är en stekelart som beskrevs av Wilkinson 1928. Apanteles fabiae ingår i släktet Apanteles och familjen bracksteklar. Inga underarter finns listade i Catalogue of Life.